# Karl Christian af Nassau-Weilburg
Karl Christian af Nassau-Weilburg (født 16. januar 1735, død 28. november 1788) var fyrste af Nassau-Weilburg fra 1753 til 1788.
Han var søn af Karl August af Nassau-Weilburg (1685–1753) og Augusta Frederika Wilhelmina af Nassau-Idstein (1699–1750).

## Nederlandske embeder
I 1760 blev fyrste Karl Christian gift med prinsesse Caroline af Oranien-Nassau-Diez (1743–1787). 
Caroline var nederlandsk tronfølger i to perioder, og hun var datter af arvestatholder Vilhelm 4. af Oranien samt datterdatter af kong Georg 2. af Storbritannien. Caroline var også regentinde af De Forenede Nederlande i 1765–1766.
På grund af Carolines nære arveret til embedet som arvestatholder forlangte Generalstaterne, at hun og hendes familie skulle bo i Nederlandene. I de første år efter sit bryllup var fyrst Karl Christian kun på korte besøg i Nassau-Weilburg. I det meste af tiden passede han sine embeder i Nederlandene. Han var bl.a. guvernør i Maastricht i (1772–1781) og i Bergen op Zoom i (1773–1784).

## Børn
Fyrste Karl Christian og prinsesse Caroline fik 16 børn. Fem døtre og én søn nåede voksenaldreren. I 1788 blev sønnen Frederik Vilhelm af Nassau-Weilburg (1768–1816) fyrste af Nassau-Weilburg. 